# امبو امپنزا
امبو امپنزا (به انگلیسی: Mbo Mpenza) بازیکن فوتبال اهل بلژیک و عضو تیم ملی فوتبال بلژیک است که در تاریخ ۲۹ مارس ۱۹۹۷ میلادی اولین بازی ملی‌اش را مقابل تیم ملی فوتبال ولز انجام داد. او در ۵۵ بازی ملی حضور داشت و جمعاً ۲۵۴۸ دقیقه برای تیم ملی فوتبال بلژیک به میدان رفت. مبو امپنزا آخرین بازی ملی خود را در تاریخ ۱۲ سپتامبر ۲۰۰۷ میلادی در برابر تیم ملی فوتبال قزاقستان انجام داد. وی در بازی‌های ملی‌اش ۳ گل به ثمر رساند. وی برادر امیل امپنزا می باشد.